# أحمد بن عمر المدلجي
أحمد بن عمر المدلجي (691 - 757 هـ) إمام وفقيه شافعي عربي. لقب «النشائي» نسبة إلى قرية نشا من أعمال الغربية في مصر والتي تقع اليوم ضمن حدود محافظة الدقهلية. برع في الفقه، وصنف مصنفات في فقه الشافعية، وكان كثير الاستحضار حسن الاختصار، وعبارته في مصنفاته مختصرة جدا.

## نسبه
أحمد بن عمر بن أحمد بن أحمد بن مهدي المدلجي الكناني من بني مدلج بن مرة بن عبد مناة بن كنانة من قبيلة كنانة العدنانية.

## شيوخه
- أبوه الفقيه عز الدين عمر بن أحمد المدلجي الكناني
- الدمياطي
- الرضي الطبري
- عبد الأحد بن تيمية [2]

## تلاميذه
- الحافظ شهاب الدين بن رجب الحنبلي [2]
- عبد الرحمن بن الحافظ شهاب الدين بن رجب الحنبلي [2]

## مناصبه
خطب ودرس في جامع الخطيري وغيره من المدارس.

## مؤلفاته
له من المؤلفات:
- جامع المختصرات ومختصر الجوامع، [3] ويعرف أيضا باسم جامع المختصرات في فروع الشافعية
- شرح جامع المختصرات ومختصر الجوامع، [3]
- الأبريز في الجمع بين الحاوي والوجيز، [2]
- كشف غطاء الحاوي الصغير، [2]
- مختصر سلاح المؤمن، [2]
- المنتقى في المذهب، [2]
- نكت النبيه على أحكام التنبيه، [2]

## ثناء العلماء عليه
قال عنه الإمام الإسنوي:
| أحمد بن عمر المدلجي | كان حافظاً للمذهب كريماً متصوناً طارحاً للتكلف وكان في خلقه شدة كأبيه | أحمد بن عمر المدلجي |

وقال عنه العراقي:
| أحمد بن عمر المدلجي | كان حسن العشرة | أحمد بن عمر المدلجي |

وقال عنه ابن حجر العسقلاني:
| أحمد بن عمر المدلجي | صنف جامع المختصرات فأتى فيه بالعلم الكثير الغزير في الألفاظ اليسيرة واعتمد في الأصل على الحاوي وزاده الخلاف وشرحه في أربع مجلدات | أحمد بن عمر المدلجي |

وقال عنه السبكي:
| أحمد بن عمر المدلجي | كان كثير الاستحضار , حسن الاختصار ... وكل كتبه وجيزة العبارة جدا , تشبه الألغاز ، كثيرة الجمع | أحمد بن عمر المدلجي |

## وفاته
توفي  يوم السبت العاشر من شهر صفر سنة 757 هـ في القاهرة وله من العمر 66 سنة.